# Танланцюань
Танла́нцюань (кит. упр.  螳螂拳, пиньинь:  tánglángquán ) — стиль богомола — это один из крупнейших стилей китайского ушу. В настоящее время он относится к числу самых популярных стилей ушу в мире. За многовековую историю стиля сформировалось множество подстилей, которые распространялись как на севере, так и на юге Китая. И этот реальный стиль богомола резко отличается от комплексов созданного в наши дни спортивного танланцюань.

## История
По легенде, Ван Лан (кит. упр. 王朗, пиньинь: wánglǎng) создал очень простую и эффективную технику, основываясь на своих наблюдениях за тем, как богомол, в его присутствии, напал на цикаду. Цикада, хоть и превосходила богомола размерами, тем не менее оказалась совершенно беспомощной перед его быстрыми и точными движениями, и не сумела вырваться из его железной хватки. Эти наблюдения, по легенде, натолкнули Ван Лана на мысль, что движения богомола можно использовать в бою. В дальнейшем наблюдая за повадками этого хищника, Ван Лан пытался прочувствовать суть «коронных» приёмов богомола: прилипания, касания со скольжением, использование захватов и ударов формой руки-крюка и так далее, а также увязать полученные знания с техникой традиционного шаолиньцюань, а позднее в арсенал нового стиля были добавлены методы передвижения из стиля обезьяны. Появившийся в результате стиль получил название «Танланцюань» — Кулак богомола. Существует ещё много различных версий истории рассказывающей о том, как Ван Лан неожиданно встретился с богомолом и о его последующем озарении. И не все они подтверждают эту историю и связь происхождения с монастырём Шаолинь. Например, в рукописи «Мэйхуа шуайшоу танланцюань цюаньфа яолунь», датированной серединой династии Цин (1664—1911), есть запись:
«Основателем данного стиля был Ван Лан, который родился в крестьянской семье и был неграмотным. Он создал технику непрекращающихся ударов, которая оказалась блестящей в своем практическом применении».
В «Наставлениях по технике Кулака Богомола» (Танланцюаньпу) составленных 16 дня третьего месяца весны 1794 года, автор приводит список стилей кулачного искусства и мастеров, которых настоятель Фуцзюй пригласил в монастырь Шаолинь:

1. В самом начале был стиль «Боя на длинной дистанции — Длинный кулак» (Чанцюань) императора Тай-цзу.
2. «Через спину» (Тунбэй) — стиль боя мастера Хан Туна признан как родительский.
3. Техника рук «Опутывания и запечатывания» (Чань Фэн) мастера Чжан Эня особо основательна.
4. «Удары на ближней дистанции» (Дуаньда) стиль боя мастера Ма Цзи самый выдающийся.
5. Невозможно подойти близко к мастеру Хуан Е, который знает «Технику рук ближней дистанции» (Као Шоу)
6. Техника «Блокирующих рук и Следования Через Кулак» (Кэшоутунцюань) мастера Инь Сяна.
7. Техники рук «Крюки, Срывающие и Сгребающие руки» (Гоу Лоу Цай Шоу) мастера Лю Сина.
8. «Способы прилипания, сгребания и падений» (Чжанна Дьефа) мастера Янь Цина.
9. «Бой на ближней дистанции» (Дуаньцюань) мастера Вэнь Юаня самый незаурядный.
10. Стиль «Кулак Обезьяны» (Хоу Цюань) мастера Сунь Хэна тоже процветает.
11. Техники стиля «Хлопковый кулак» (Мяньцюань) мастера Мянь Шеня быстры как молния.
12. Техники «Бросания-хватания и Жёсткого Сокрушения» (Шуайлюэ Инбэн) мастера Хуай Дэ.
13. Техники «Нырки, Просачивания и Прохождения сквозь уши» (Гунлоу Гуанер) мастера Тань Фана.
14. Техника сильнейшего удара ногами «Утка Мандаринка» (Юаньян Цзяо) мастера Линь Чуна.
15. Техники «Семь позиций постоянных ударов кулаком» (Циши Ляньцюань) мастера Мэн Су.
16. Техники «Связываний руками и Сгребаний» (Куньлу Чженьжу) мастера Ян Гуня атакуют немедленно.
17. Техники «Взрывных ударов в пустотелые органы тела» (Воли Паочуй) мастера Цуи Ляня.
18. Кулак Богомола (Танланцюань) мастера Ван Лана впитал и уравнял все предыдущие техники.

Однако, по мнению современных китайских исследователей танланцюань в уездах Яньтай и Хайян, где наиболее было развито это направление ушу, вышеприведённое широко известное заблуждение возникло в начале XX века благодаря деятельности Центрального Института Гошу (中央国术馆) по популяризации ушу в широких народных массах. «Центральный институт Гошу» активно создавал свои филиалы (именуемые гошугуань) практически в любых крупных городах, но в этих гошугуанях в первую очередь развивались стили самого Института. Это привело в итоге к следующей ситуации: обученных кадров не хватало, поэтому брали специалистов других стилей, тем самым давали им возможность заработка, но при этом те были обязаны продвигать в первую очередь стили Института. Так как до 1949 года свыше 80 % населения в старом Китае было неграмотным , далеко не все специалисты по ушу могли читать, и тем более — старые кулачные трактаты. Поэтому не очень хорошо образованные инструктора гошугуань, вероятно в городах Цзинань и Вэйфан, неправильно (возможно умышленно) трактовали вышеприведённый отрывок, где просто идёт перечисление мастеров, приглашённых настоятелем Фуцзюем. Перечисление строится по схеме [фамилия_имя]+[частица 的]+[стиль или кулачная техника, приписываемая этому человеку]+[необязательное дополнение, чтобы подогнать строфу под определённый формат/стиль записи]:

太祖的长拳起首 韩通的通背为母 郑恩的缠封尤妙
温元的短拳更奇 马籍的短打最甚 孙恒的猴拳且盛
黄佑的靠手难近 绵盛的面堂飞疾 金相的磕手通拳
怀德的摔捋硬崩 刘兴的勾搂采手 潭方的滚漏贯耳
颜青的贴拿跌法 林冲的鸳鸯脚强 孟苏的七势连拳

崔滚的窝里剖锤 杨滚的捆捋直入 王朗的螳螂总敌
Например, третья строфа «郑恩的缠封尤妙» состоит из:
— имени мастера Чжэн Энь (郑恩);
— притяжательного признака (的);
— названия кулачной техники (缠封);
— дополнения (尤妙);
А строфа «刘兴的勾搂采手» состоит из:
— имени мастера Лю Син (刘兴);
— притяжательного признака (的);
— названия кулачной техники (勾搂采手);

В последней строфе приводится также имя мастера (Ван Лан) и название кулачной техники: танланцзунди (螳螂 总敌). Это всего лишь раннее наименование широко распространённого в наше время семейства таолу чжайяо (拳中摘要):
По прошествии некоторого времени первые поколения стиля решили совместить накопленный опыт и объединить все наиболее эффективные техники воедино. Результатом явилась группа форм под общим названием танланцзунди (螳螂總敵) или просто цзунди (總敵). Смысл названия танланцзунди переводится как «собрание лучших техник боя для победы над любым врагом» или сокращенно цзунди — «собрание [техник] против всех врагов». Всего было создано четыре формы, где первые три как раз и были объединением различных техник в связки, а четвёртая форма делала акцент на бой на земле. Интересно заметить, что в системе боя богомола, до создания цзунди существовали боевые комбинации из двух, трёх, максимум пяти техник. Формы цзунди, как бы стали кульминацией этого процесса развития комбинационного боя и были сгруппированы по принципу «три-пять-семь-девять рук» (三五七九手), что означало дальнейшее развитие комбинационных приёмов до семи и даже девяти техник связанных воедино. 
Следующий этап трансформации цзунди произошёл в конце XIX века, когда великий мастер богомола — Цзян Хуалун (姜化龍, 1855—1924), вместе со своими кровными братьями Ли Даньбаем и Сун Цзыдэ решили изменить название цзунди на менее претенциозное чжайяо (摘要) — «избранное» (полное название: цюаньчжун чжайяо 拳中摘要 или избранные техники боя).

## Стили
В настоящий момент сохранились три основных разновидности стиля:
- кулак богомола уезда Цанчжоу провинции Хэбэй;
- кулак богомола народности Хакка (客家), также известный как южный (南派 螳螂);
- кулак богомола, распространённый  на Шаньдунском полуострове.

Теория, тактика, принципы, технические действия и формальные комплексы этих трёх основных направлений значительно отличаются друг от друга.

#### Кулак богомола провинции Шаньдун
Изначально стиль назывался просто «танланцюань». Лян Сюэсян стал основателем первого классического стиля — «Богомола Цветка Сливы» («Мэйхуа Танланцюань»). Ван Юнчунь, второго классического стиля — «Семизвёздный богомол» («Цисин Танланцюань»). Вэй Дэлин (Вэй Сань), третьего классического стиля «Богомол Шести Координаций» («Люхэ Танланцюань»). Первые два стиля — Мэйхуа и Цисин иногда объединяются под названием «Ян Танлан» — «Жёсткий богомол» (硬螳螂), Люхэ — «Мягкий богомол»(软螳螂). Но эти все и другие, ещё не упомянутые здесь классификации и разделения, достаточно условны и относительны. 
…смысл у «硬» уже заключается в безжалостности по отношению к себе, к слабости своего тела. Смысл «硬» в том, что вопреки всему заставлять себя продолжать выполнять упражнение даже тогда, когда боль и «огонь» в мышцах, когда тело уже отказывается повиноваться. Но именно тогда намерение (意) ведет ци (气), тем самым в горниле непрерывной работы выплавляя «дух» — 神. Не просто работы, а согласно значению «硬» — добротной и серьёзной…
Несложно догадаться, что это свойственно всем трём классическим стилям. Поэтому в уездах Яньтай и Хайян, где наиболее распространены эти стили, для различения ветвей обычно предпочитают использовать либо имена патриархов-основателей(например, «кулак богомола Лян Сюэсяна»), либо — по именованию семей, где его развивали и передавали (например, «кулак богомола семьи Хао»).

Некоторые китайские поклонники шаньдунского танланцюань связывают происхождение стиля с историей «бравых ребят из Ляншаньбо»:
Однако, увидев У Суна, Цзян Мыньшэнь решил, что тот пьян, и, уверенный в лёгкой победе, ринулся вперёд. Медленно рассказ ведётся, но быстро происходят события. У Сун сжал кулаки, размахнулся, будто хотел ударить Цзян Мыньшэня в лицо, и вдруг повернулся и побежал прочь. Цзян Мыньшэнь рассвирепел и бросился за ним. На бегу У Сун так двинул его ногой, что Цзян Мыньшэнь схватился обеими руками за живот и присел на корточки. Тогда У Сун повернулся и ударил Цзян Мыньшэня правой ногой в висок, и тот навзничь упал. Затем У Сун наступил ему на грудь ногой и своим тяжёлым, как молот, кулаком принялся дубасить Цзян Мыньшэня по голове. Здесь необходимо рассказать, что приём, с помощью которого У Сун победил Цзян Мыньшэня, называется «Шаг колесом и два пинка», — всё дело в том, чтобы вовремя использовать ложный выпад и затем, повернувшись, ударить левой ногой. После этого надо снова обернуться и со всей силой ударить правой ногой. Приём этот был не из лёгких, но У Сун отлично знал его, так как тренировался всю свою жизнь.
Ляншаньбо (梁山泊) располагается сравнительно недалеко от города Тайань, который расположен значительно ближе к ареалу стиля, чем монастырь Шаолинь. Однако, упоминаемый в тексте прием ушу, сочетающий «шаг нефритового кольца» и «удар стопой утки-мандаринки» («玉环步，鸳鸯脚») является неотъемлемой частью сразу двух известных стилей ушу: чоцзяо (戳脚) и танланцюань (螳螂拳), к тому же, это художественное произведение, а не исторический документ.
В настоящее время продолжают существовать как три классических стиля Богомола:
- «Богомол Цветка Сливы» (梅花螳螂拳 , «Мэйхуа Танланцюань»),
- «Семизвёздный богомол» (七星螳螂拳, «Цисин Танланцюань»),
- «Кулак Богомола Шести Координаций» (六合螳螂拳, «Люхэ Танланцюань»),

так и множество разнообразных подстилей и ветвей, созданных на их основе в XX веке. Например, «Богомол тайных врат» (秘门螳螂拳, «Мимэнь Танланцюань» или «Бимэнь Танланцюань»), созданный учеником известного мастера стиля тайцзи танланцюань Ван Юйшаня — Ван Чжицзинем (фактически, этот стиль иногда считают урезанной версией Тайцзи Танланцюань, так как отсутствует часть теоретического и практического материала), или же «Богомол Восьми Шагов» (八步螳螂拳, «Бабу Танланцюань»; стиль создан Вэй Чжиюнем, также учеником Цзян Хуалуна, как синтез Танланцюань и трёх других стилей — Тунбэйцюань, Багуачжан и Синъицюань). Хотя все перечисленные стили происходят из одного источника, со временем каждая стала использовала свой, по-своему уникальный набор элементов и методов. 
Например, вот база старого танланцюань, что ещё сохраняется среди стариков уезда Хайян:
1. Давление на ноги — ятуй;
2. Раскрепощение ног — лютуй;
3. Нижние удары ногами — ляотуй;
4. Стояние в стойках — чжаньбу;
5. Укреплять предплечья — кагебо;
6. Парные подсечки — дуйцяо;
7. Руки богомола, тянуть и подсекать — танланшоу лацяо;
8. Открывать предплечья (удары крестом) — шицзычуй;
9. Маленькие удары в паре — сяо дуйда;
10. Удары в паре скрученным локтём — паньчжоу дуйда;
11. Удары в паре обрушивающимися вниз и поднимающимися вверх ударами — бэнтяо чуй;
12. Висящий на лице удар ногой — гуалянь цзяо;

#### Хакка танланцюань
Традиционно приписывается субэтнической культуре хакка, образованной потомкам семей, которые мигрировали на юг Китая во время политических волнений во время династии Хань. Стиль распространялся первоначально в среде хакка, преимущественно на юго-востоке Китая (провинции Фуцзянь, Гуандун), на Тайване, в Гонконге, Индонезии, Малайзии и других странах Юго-восточной Азии.
Существуют четыре основные ветви:
- семьи Чжоу (周家螳螂拳);
- семьи Чжу (朱家);
- «бамбуковой рощи Цзянси» (江西竹林);
- «железного быка» (铁牛);

#### Кулак богомола уездаЦанчжоу
Наименее известное направление, иногда также именуемое шаолиньским танланцюань. Однако значительно отличается от тех подражательных комплексов, которые сейчас практикуются в монастыре Шаолинь.
…Этот кулак имеет три ситуации, когда нельзя его передавать: если человек неправильный (плохой), если непостоянен (ветреный, безалаберный), если человек неискренен (не от всей души). Это самое главное требование в монастыре Шаолинь. Существуют 10 запретов (термин «бросание» как во фразе «бросать курить») которые должен соблюдать занимающийся ушу. Требования в изучении ушу неодинаковы (не единые), поэтому эти самые основные из них. Всё описанное поможет в изучении ушу.
1. Не пить;
2. Избегать любовных отношений
3. Перестать быть ветреным, не устойчивым;
4. Перестать «обеспечивать себе временное спокойствие»; отдыхать, пока учителя нет;
5. Избегать торопливости (хотеть достичь всего быстро);
6. Не ставить рамки своих результатов (не планировать результат на короткий срок);
7. Не быть хвастливым, гордым (не думать, что самый лучший);
8. Не пытаться прославиться (избегать желания);
9. Избегать простого обучения других людей (учить старательно, не «от фонаря»);
10. Избегать «любви» равняться силой.

Зная эти десять запретов (требований), не нужно их нарушать, всегда быть начеку, быть очень искренним (в плане этих требований)….

#### Современный танланцюань
В настоящее время в Китае усиленно пропагандируется спортивное направление танланцюань. Данное направление продвигает тренер Шаньдуньской сборной Юй Тяньтан, более известный российским любителям ушу по фильму «Боевые искусства монастыря Шаолинь» как Юй Хай. Несмотря на то, что Юй Хай изучил у Линь Цзиншаня «Кулак Семизвёздного Богомола», сейчас он обучает своей системе, часто так и именуемой — Юйхай Танланцюань. Им было составлено много новых спортивных комплексов, имитирующих движения богомола и изобилующих сложными техниками, далёкими от практичной простоты старых школ.